# 克羅斯海峽
克羅斯海峽（英語：Crosse Passage），是南極洲的海峽，位於阿德萊德島南端，處於亨克斯群島和斯基恩岩之間，在1963年由英國南極名稱諮詢委員會命名，現時由南極條約體系管理。